# Zanobatus schoenleinii
Zanobatus schoenleinii е вид акула от семейство Rhinobatidae.

## Разпространение и местообитание
Този вид е разпространен в Ангола, Бенин, Габон, Гамбия, Гана, Гвинея, Гвинея-Бисау, Демократична република Конго, Камерун, Кот д'Ивоар, Либерия, Мароко, Нигерия, Сенегал, Сиера Леоне и Того.
Обитава крайбрежията на океани, морета и заливи. Среща се на дълбочина от 10 до 100 m.

## Описание
На дължина достигат до 1 m.